# 베르수아역
베르수아역(프랑스어: Gare de Versoix)은 스위스 제네바주 베르수아 지자체에 있는 기차역이다. 스위스 연방 철도의 표준궤 로잔-제네바선의 중간 정류장이다.

## 운행편
베르수아에서 다음 서비스가 정차한다.
- 레만 익스프레스 L1/L2/L3/L4 : 제네바 코르나방을 경유하여 코페와 안마스 사이를 15분 간격으로 운행한다. 안마스에서 안시까지 매시간 운행, 에비앙레뱅 및 생제르베레뱅-르파예까지 2시간마다 운행.